# Rémi Cusin
Pour les articles homonymes, voir Cusin.
Rémi Cusin, né le 3 février 1986 à Saint-Julien-en-Genevois (Haute-Savoie), est un coureur cycliste français professionnel de 2008 à 2013.

## Biographie
Rémi Cusin commence sa carrière professionnelle en 2009 chez Agritubel. 
En 2010, il signe un contrat avec l'équipe continentale professionnelle Cofidis et remporte une étape du Tour du Danemark au cours de sa seconde année dans la formation française. 
Non conservé par ses dirigeants à l'issue de la saison 2011, il s'engage avec Type 1-Sanofi Aventis.
En début d'année 2013, Cusin chute lors du Grand Prix d'ouverture La Marseillaise, il est victime d'une fracture à une vertèbre thoracique. Cusin revient en compétition le mois suivant lors de la Roma Maxima. À la fin de cette saison, il met un terme à sa carrière de cycliste professionnel.

## Palmarès
- 2006
  - 3e étape du Tour du Gévaudan
- 2007
  - Grand Prix de Cours-la-Ville
  - Grand Prix de Blangy-sur-Bresle
  - 2e de Bourg-Arbent-Bourg
  - 2e du Grand Prix de Saint-Symphorien-sur-Coise
- 2008
  - 1re étape du Tour de Franche-Comté
- 2009
  - 2e du Samyn
  - 2e des Boucles de la Mayenne
- 2011
  - 2e étape du Tour du Danemark
- 2013
  - 3e du Tour de Berne

## Résultats sur les grands tours

### Tour d'Italie
1 participation
- 2010 : 82e

## Classements mondiaux
| Année           | 2007  | 2008 | 2009 | 2010  | 2011 | 2012 | 2013 |
| --------------- | ----- | ---- | ---- | ----- | ---- | ---- | ---- |
| UCI Europe Tour | 1187e | 455e | 131e | 1062e | 422e | 380e | 194e |